# Johan Åkesson Luuth
Johan Åkesson Luuth, död 1673 i Örebro, var en svensk ämbetsman.

## Biografi
Johan Åkesson Luuth var son till kyrkoherden i Västra Vingåker Achatius Johannis Luuth. Han intogs i Örebro skola 1617. Han studerade vidare vid Wittenbergs universitet där han inskrevs 9 juli 1624 och sedan vid Uppsala universitet 1627. Uppsala universitet nämnde honom på Kungl. Majts förfrågan bland skickliga "välbeläsne studiosi politici" 1632. Han blev auskultant i Svea hovrätt den 19 april 1632 där han själv undertecknade sin ed som Johan Åkeßon Luuth. Han utsågs genom kunglig fullmakt till borgmästare i Örebro stad den 30 augusti 1648 och verkade som sådan till år 1673.